# Pöytyä
Pöytyä (en sueco Pöytis) es un municipio de Finlandia situado en la región de Finlandia Propia. En 2018 su población era de 8.412 habitantes. La superficie del término municipal es de 773,69 km², de los cuales 23,63 km² son de lagos y ríos. El municipio tiene una  densidad de población de 11,22 hab./km².
Limita con los municipios de Aura, Lieto, Loimaa, Marttila, Mynämäki, Oripää, Säkylä y Eura, estos dos últimos en la región vecina de Satakunta.
El ayuntamiento es unilingüe en finés.